# Jennifer L. Holm
Jennifer L. Holm (née le 8 octobre 1968 dans le comté de Santa Barbara en Californie) est une auteure de livre pour enfants et scénariste de bande dessinée américaine. À la suite du succès de son premier livre, Our Only May Amelia (1999), elle se consacre à l'écriture. En 2005, elle crée avec son frère Matthew Holm la bande dessinée pour enfants Babymouse, qui emporte également un franc succès.

## Biographie
Jennifer L. Holm a grandi en Pennsylvanie avec ses quatre frères.
Elle est auteur de livres pour enfants et scénariste de bande dessinée. Après le succès de son premier livre, 'Our Only May Amelia' en 1999 (l'histoire d'une jeune fille de 12 ans vivant à la fin du XIXe siècle, inspiré par un journal écrit par sa grand-tante), elle quitte son poste à la télévision pour se consacrer à l'écriture. En 2005, elle crée avec son frère Matthew Holm la bande dessinée pour enfants 'Babymouse', qui remporte également un franc succès auprès du public.
Jennifer Holm vit actuellement en Californie avec son mari et ses deux enfants. 

## Prix et distinctions
- 2000 : Finaliste de la médaille Newbery pour Our Only May Amelia
- 2007: Finaliste de la médaille Newbery pour Penny from Heaven
- 2010 : Finaliste de la médaille Newbery pour Turtle in Paradise
- 2012 : (international) « Honour List »[2] de l' IBBY pour Turtle in Paradise
- 2013 : Prix Eisner de la meilleure publication pour enfants avec Babymouse for President (avec Matthew Holm)